# Pseudapinops rogalis
Pseudapinops rogalis är en tvåvingeart som beskrevs av Henry J. Reinhard 1955. Pseudapinops rogalis ingår i släktet Pseudapinops och familjen parasitflugor.
Artens utbredningsområde är Kalifornien. Inga underarter finns listade i Catalogue of Life.